# Fayez al-Subaie
Fayez Abdullah al-Subaie (arabisch فايز عبدالله السبيعي; * 21. Dezember 2001) ist ein saudischer Mittelstreckenläufer, der sich auf den 1500-Meter-Lauf spezialisiert hat.

## Sportliche Laufbahn
Erste internationale Erfahrungen sammelte Fayez al-Subaie im Jahr 2018, als er bei den U20-Asienmeisterschaften in Gifu mit 4:12,44 min in der Vorrunde im 1500-Meter-Lauf ausschied. Anschließend nahm er an den Olympischen Jugendspielen in Buenos Aires teil und blieb dort über 3000 Meter unplatziert. 2023 gelangte er bei den Hallenasienmeisterschaften in Astana mit 8:23,66 min auf den neunten Platz im 3000-Meter-Lauf und wurde über 1500 Meter disqualifiziert. Anschließend gewann er bei den Westasienmeisterschaften in Doha in 3:44,63 min die Bronzemedaille über 1500 Meter hinter den Katarern Abdirahman Saeed Hassan und Adam Ali Musab. Daraufhin belegte er bei den Panarabischen Spielen in Algier in 3:39,24 min den fünften Platz und belegte dann bei den Asienspielen in Hangzhou in 3:42,14 min den siebten Platz. Im Jahr darauf belegte er bei den Hallenasienmeisterschaften in Teheran in 3:53,60 min den siebten Platz und schied anschließend bei den Hallenweltmeisterschaften in Glasgow mit 3:48,73 min in der ersten Runde aus und stellte damit einen neuen Landesrekord auf. Im Mai belegte sie bei den Westasienmeisterschaften in Doha in 1:51,34 min den sechsten Platz im 800-Meter-Lauf und gewann über 1500 Meter in 3:43,02 min die Silbermedaille hinter dem Katarer Zakaria al-Alhlami. 2025 belegte er bei den Arabischen Meisterschaften in Oran in 4:13,29 min den vierten Platz über 1500 Meter.

## Persönliche Bestzeiten
- 800 Meter: 1:51,00 min, 26. Mai 2023 in al-Qatif
- 1500 Meter: 3:39,24 min, 5. Juli 2023 in Algier
  - 1500 Meter (Halle): 3:48,73 min, 1. März 2024 in Glasgow (saudischer Rekord)
  - 3000 Meter (Halle): 8:23,66 min, 12. Februar 2023 in Astana